# 張正九
張 正九（チャン・ジョング、英語: Jung Koo Chang、1963年2月4日 - ）は、大韓民国の元プロボクサー。釜山広域市出身。元WBC世界ライトフライ級王者。身長161cm。ニックネームは「韓国の鷹」。

## 人物
世界ボクシング評議会 (WBC)世界ライトフライ級王座を15度防衛した記録を持ち、この功績を讃えられ、2010年に国際ボクシング名誉の殿堂博物館への殿堂入りを果たしている。
1988年に引退したチャン·ジュングの最初の妻は、結婚詐欺師だった。 最初からチャン·ジュングの財産のためだけに結婚した妻は、結婚後もチャン·ジュングの財産を家族のために盗み続けた。 財産をほとんど盗んだ時、故意にチャン·ジュングと確執を起こし、離婚後、慰謝料を剥奪し、チャン·ジュングを一文無し乞食にして外国に逃げた。 このため、チャン·ジュングは1989年に現役復帰を余儀なくされ、15回防衛したにもかかわらず、財政難に陥った。

## 来歴
1980年11月17日、徐正烈に3RKO勝ちでプロデビュー。デビュー以来18連勝、元世界王者アマド・ウルスア、アルフォンソ・ロペスなどの強豪をことごとく退け、世界タイトル挑戦権を獲得。
1982年9月19日、19戦目で世界初挑戦。WBC世界ライトフライ級王者イラリオ・サパタ（パナマ）に挑むも、15回判定負け。プロ初黒星を喫した。試合の数日前にガラス片を踏んで足の裏を負傷していたが、王者相手に予想以上の健闘を見せた。
1983年3月26日、サパタに再挑戦。3回KO勝ちでWBC世界ライトフライ級王座獲得。
1983年6月11日、伊波政春に2回KO勝ちで初防衛成功。
1983年9月12日、ヘルマン・トーレス（メキシコ）に12回判定勝ちで2度目の防衛に成功。最強の挑戦者トーレスからダウンを奪っての勝利で、張が王者としての実力を証明した一戦。
1984年3月31日、ソット・チタラダ（タイ王国）に12回判定勝ちで3度目の防衛に成功した。当時5戦のキャリアしかない若き天才チタラダのシャープなジャブに大苦戦、出血にも悩まされたが激闘の末勝利した。
1984年8月18日、元WBA世界ジュニアフライ級王者でもある渡嘉敷勝男に9回KO勝ちで4度目の防衛に成功。WBA王者時代に韓国人挑戦者を数多く退けた渡嘉敷との壮絶な打撃戦を制した。
1984年12月15日、倉持正に12回判定勝ちで5度目の防衛に成功した。
1985年4月27日、大関トーレス（ヘルマン・トーレス。協栄ジムに移籍し、改名）に12回判定勝ちで6度目の防衛に成功。ノーダメージながらトーレスの右フックでダウンする場面もあったが、攻勢で勝り、2度目の対戦となる宿敵トーレスを返り討ち。
1985年8月4日、仙台モンティエルに12回判定勝ちで7度目の防衛に成功した。
1985年11月10日、ホルヘ・カノ（メキシコ）に12回判定勝ちで8度目の防衛に成功した。
1986年4月13日、大関トーレスに12回判定勝ちで9度目の防衛に成功。当時日本の協栄ジムと契約していたトーレスが、試合直前になってジムに無断で出場を決めていたことが発覚した曰く付きの一戦。三度の対戦のうち、もっとも差のついた内容だった。
1986年9月13日、仙台モンティエルに12回判定勝ちで10度目の防衛に成功した。
1986年12月14日、大橋秀行に5回TKO勝ちで11度目の防衛に成功。プロ7戦目の大橋に単発のヒットを許すものの、連打で圧倒し完勝。
1987年4月19日、伊達ピントに6回KO勝ちで12度目の防衛に成功した。ピントは直前の試合で日本ランカーの渡真利誠司にKO負けしていたにもかかわらず世界挑戦を強行し、覇気のない闘いぶりで完敗を喫した。このピントの世界戦出場については、ボクシング・マガジン誌のガゼット座談会において出席者から「コミッション、何してるんだって言いたいよ」と批判のコメントが出た。
1987年6月28日、アグスチン・ガルシア（コロンビア）に10回KO勝ちで13度目の防衛に成功。長身のアウトボクサー、ガルシアを連打で圧倒、ワンサイドに打ちまくっての完勝。
1987年12月13日、イシドロ・ペレス（メキシコ）に12回判定勝ちで14度目の防衛に成功。強打者ペレスの左フックで初回早々ダウンするなど大苦戦だったが、持ち前の闘志とスタミナで盛り返し辛勝。具志堅用高の持つ世界ライトフライ級王座防衛記録「13」を塗り替えた。
1988年6月27日、後楽園ホールで大橋秀行と再戦し、8回KO勝ちで15度目の防衛に成功。3回に3度のダウンを奪った直後、大橋の右カウンターをまともにアゴに受け、あわや逆転KO負けというピンチに陥るが、その後は持ち直して4度のダウンを追加。大橋を返り討ちにした。この試合が張にとってプロキャリア唯一の海外での試合となった。
1988年11月、WBC世界ライトフライ級王座を返上。
1989年12月9日、通算3度目の世界挑戦。張が返上したWBC世界ライトフライ級王座を6月に獲得したウンベルト・ゴンザレス（メキシコ）に挑むが、12回判定負けで王座返り咲きならず。
1990年11月24日、2階級制覇を目指し、WBC世界フライ級王者ソット・チタラダ（タイ）に挑む。ライトフライ級時代以来、6年ぶりの再戦となったが、両者ともに初戦とは比べるべくもない低調な内容の末、僅差の12回判定負け。王者に6年前の雪辱を許す形となり、2階級制覇を阻まれる。
1991年5月18日、フライ級での世界再挑戦。2月15日にチタラダを破ってWBC世界フライ級王座を獲得したムアンチャイ・キティカセム（タイ）に挑む。5回に2度、11回に1度のダウンを奪い、王座奪取目前にまで迫るが、最終12回、残り1分を切ったところで王者の逆襲に遭い、2度のダウン。2分38秒レフェリーストップによるTKO負けとなり、またしても2階級制覇を果たすことはできず、結局この試合を最後に引退した。

## 獲得タイトル
- WBC世界ライトフライ級王座（防衛15=返上）